# Jonny Beauchamp
Jonny Beauchamp (* 1. März 1989 in New York) ist ein US-amerikanischer Schauspieler puerto-ricanischer Herkunft.
Er erlernte das Schauspiel an der Professional Performing Arts School (PPAS), wo er u. a. in Arthur Millers A View From The Bridge spielte, was ihn erst verstehen ließ „was es bedeute, wirklich ein Schauspieler zu sein“.
Beauchamp erhielt außerdem seinen Bachelor in Theatre Arts mit Nebenfach Gender and Sexuality Studies am Marymount Manhattan College.
Der homosexuelle Schauspieler, der oftmals überzeugende Rollen von Transgender-Charakteren, bzw. Dragqueens übernimmt, erscheint außerhalb seiner schauspielerischen Arbeit nicht als Transperson.
Er wird im deutschsprachigen Raum von Arne Stephan (u. a. Stonewall) und Dirk Petrick synchronisiert.

## Filmographie
- 2009–2011: How to Make It in America - Helena
- 2014: About a Brookie - Sean
- 2015: Stonewall - Ray/Ramona
- 2016: Chicago P.D., Staffel 3, Ep. 11 - Pete Damian
- 2014–2016: Penny Dreadful - Angelique
- 2016: Nerve - Gatekeeper
- 2016: Thirsty - Teen Scott
- 2018: Black Wake - Tommy
- 2018: Jitters - Rolle unbekannt
- 2020: Katy Keene - Jorge Lopez
- 2020: See You Soon - Anthony
- 2021: Living Dead Presents: Fog City - Jimmy
- 2022: The Way Out - Alex Romero
- 2022: Tranzloco - Luca Lujan

## Theater
- 2010: The Last Days of Judas Iscariot -  Saint Monica
- 2011: Spring Awakening - Georg Zirschnitz
- 2013: Gone Tomoro  - Bambi/Ensemble